# Paula Patton
Paula Maxine Patton (Los Angeles, Kalifornia, 1975. december 5. –) amerikai színésznő.
2005-ben debütált a mozivásznon a Will Smith főszereplésével készült A randiguru című romantikus vígjátékban. További fontosabb szerepei voltak a Déjà vu (2006), a Precious – A boldogság ára (2009), a Mission: Impossible – Fantom protokoll (2011), a 2 kaliber (2013) és a Warcraft: A kezdetek (2016) című filmekben.
A televízióból vendégszereplései mellett leginkább a Somewhere Between című 2017-es AMC drámasorozatból ismert.

## Fiatalkora
1975. december 5-én született Los Angelesben, ügyvéd és tanár gyermekeként. Az Alexander Hamilton High School diákjaként érettségizett, majd a UC Barkley egyetemen folytatta tanulmányait, azonban első éve után az USC School of Cinematic Arts mellett döntött. A színművészeti élethez már gyerekkora óta közel állt, hiszen családjával együtt a 20th Century Fox utcáján laktak. Egyetemi tanulmányai során három hónapig a PBS számára készíthetett dokumentumfilmeket.

## Pályafutása
2004-ben vokalista volt Usher Confessions albumán megjelent Can U Handle It? zeneszámában.
Filmes karrierjének kezdetét a 2005-ben bemutatott A randiguru jelentette, ahol Will Smith és Eva Mendes mellett játszott, majd kisebb szerepet kapott a London című drámában. 2006-ban az Outkast együttes tagjaival együtt a Volt egyszer egy másik Amerika filmben szerepelt.
Az áttörést számára a Déjà vu (2006) hozta meg, amely – bár vegyes kritikát kapott – jól szerepelt a mozikban, 180 millió dollárt termelve.

## Filmográfia

### Film
| Év   | Magyar cím                             | Eredeti cím                          | Szerep                            | Magyar hang     |
| ---- | -------------------------------------- | ------------------------------------ | --------------------------------- | --------------- |
| 2005 | A randiguru                            | Hitch                                | Mandy                             | Bíró Yvette     |
| 2005 | London                                 | London                               | Alex                              |                 |
| 2006 | Volt egyszer egy másik Amerika         | Idlewild                             | Angel Davenport / Sally B. Shelly | Kéri Kitty      |
| 2006 | Déjà vu                                | Déjà Vu                              | Claire Kuchever                   | Zsigmond Tamara |
| 2008 | Tükrök                                 | Mirrors                              | Amy Carson                        | Major Melinda   |
| 2008 | A döntő szavazat                       | Swing Vote                           | Kate Madison                      | Major Melinda   |
| 2008 | A döntő szavazat                       | Swing Vote                           | Kate Madison                      | Ónodi Eszter    |
| 2009 | Precious – A boldogság ára             | Precious                             | Ms. Blu Rain                      | Pikali Gerda    |
| 2010 | Terápiás szerelem                      | Just Wright                          | Morgan Alexander                  | Major Melinda   |
| 2011 | Mission: Impossible – Fantom protokoll | Mission: Impossible – Ghost Protocol | Jane Carter                       | Gáspár Kata     |
| 2011 | Seprűs esküvő                          | Jumping the Broom                    | Sabrina Watson                    | Solecki Janka   |
| 2012 | Lekapcsolódás                          | Disconnect                           | Cindy Hull                        | Agócs Judit     |
| 2013 | 2 kaliber                              | 2 Guns                               | Deb                               | Horváth Lili    |
| 2013 |                                        | Mercy (rövidfilm)                    | Cynthia                           |                 |
| 2013 | Magassági ámor                         | Baggage Claim                        | Montana Moore                     | Pikali Gerda    |
| 2014 | Mi történt az éjjel?                   | About Last Night                     | Allison                           | Németh Borbála  |
| 2016 |                                        | Past Forward (rövidfilm)             | fotós                             |                 |
| 2016 |                                        | The Perfect Match                    | Sherry                            |                 |
| 2016 | Az újrakezdés                          | The Do-Over                          | Heather Fishman                   |                 |
| 2016 | Warcraft: A kezdetek                   | Warcraft                             | Garona Halforcen                  | Pikali Gerda    |
| 2018 |                                        | Traffik                              | Brea                              |                 |
| 2020 | Négy gyerek és az izé                  | Four Kids and It                     | Alice                             | Mezei Kitty     |

### Televízió
| Év   | Magyar cím                               | Eredeti cím                       | Szerep                             | Megjegyzések           |
| ---- | ---------------------------------------- | --------------------------------- | ---------------------------------- | ---------------------- |
| 2005 |                                          | Murder Book                       | Angela Kellogg nyomozó             | eladatlan próbaepizód  |
| 2010 | Esküdt ellenségek: Különleges ügyosztály | Law & Order: Special Victims Unit | Mikka Von helyettes körzeti ügyész | 1 epizód               |
| 2012 |                                          | Single Ladies                     | Layla Twilight                     | 2 epizód               |
| 2013 | Szezám utca                              | Sesame Street                     | önmaga                             | 1 epizód               |
| 2015 |                                          | Runner                            | Lauren Marks                       | eladatlan próbaepizód  |
| 2015 | Leendő divatdiktátorok                   | Project Runway                    | önmaga (vendég zsűritag)           | 1 epizód               |
| 2017 |                                          | Somewhere Between                 | Laura Price                        | főszereplő (10 epizód) |
| 2021 |                                          | Sacrifice                         | Daniella Hernandez                 | főszereplő (10 epizód) |
| 2024 | Kisvárosi gyilkosság                     | Murder in a Small Town            | Dr. Elizabeth Lewis                | 1 epizód               |

## Fordítás
- Ez a szócikk részben vagy egészben  a   Paula Patton című angol Wikipédia-szócikk ezen változatának fordításán alapul.  Az eredeti cikk szerkesztőit annak laptörténete sorolja fel. Ez a jelzés csupán a megfogalmazás eredetét és a szerzői jogokat jelzi, nem szolgál a cikkben szereplő információk forrásmegjelöléseként.